# Boukhrisse
Boukhrisse (franska: Boukhrisse (CR), Boukhrisse (Commune Rurale), arabiska: أولاد فتاتة) är en kommun i Marocko.   Den ligger i provinsen Khouribga och regionen Béni Mellal-Khénifra, i den nordöstra delen av landet, 140 km söder om huvudstaden Rabat. Antalet invånare är 5 694.